# Ваверко Людмила Веніамінівна
Людмила Веніамінівна Ваверко (нар. 2 грудня 1927, Одеса — 18 квітня 2020, Кишинів, Молдова) — молдовська музична педагогиня, концертмейстер, професор. Магістр мистецтв Молдови (рум. Maestru în Artă 1995), кавалер ордена Трудової слави («Gloria Muncii») Республіки Молдова.

## Біографія
Народилася в Одесі в єврейській родині. У 1933—1941 роках навчалася в музичній школі Петра Столярського у педагога Берти Рейнгбальд. Перед окупацією Одеси була евакуйована з батьками в Уфу. По дорозі, під час бомбардування в липні 1941 року, Л. В. Ваверко була поранена в голову і кисть лівої руки.
В 1950 році Людмила Ваверко  закінчила Одеську консерваторію по класу фортепіано. Викладала в Ворошиловградському музичному училищі, працювала концертмейстером в Одеській консерваторії. У 1955 році разом з чоловіком — відомим молдавським музикознавцем Зіновієм Столяром (1924—2014) — оселилася в Кишиневі: концертмейстер, потім викладач, професор. В 1993 — 2002 роках завідувала кафедрою спеціального фортепіано Кишинівської консерваторії. Редактор-упорядник збірок фіртепіанних мініатюр молдавських композиторів.
Серед учнів Ваверко, зокрема, Олег Майзенберг.

## Навчальні посібники Л.В.Ваверко
- Вибрані фортепіанні твори молдовських композиторів. Кишинів: Карта молдовеняске, 1961. — 187 с.
- Piese pentru pian. Alc. şi ediţie îngrijită L. Vaverco; red. E. Tcaci . Chişinău: Cartea Moldovenească, 1971. — 48 с.
- Piese pentru pian. Alc. şi ediţie îngrijită L Vaverco, red. E. Tcaci . Chişinău: Cartea Moldovenească, 1975. — 82 с.
- Piese pentru pian. Alc. şi ediţie îngrijită L. Vaverco, red. Iu. Ţibulschi . Chişinau: Literatura artistică, 1979. — 94 с.
- Робота над музичним твором. Кишинів: Кишинівський державний університет, 1987.
- Робота над поліфонічними творами в класі фортепіано дитячих музичних шкіл. Кишинів: Державна бібліотека ім. Н. К. Крупської, 1987.
- Драматургічна роль виконавських засобів в інтерпретації «Новели» В. Загорського для фортепіано. Кишинів: Штиинца, 1991.
- Людмила Ваверко і її учні: Статті, документи, спогади. Під редакцією Вікторії Мельник. Кишинів: Pontos, 2017. — 392 с.[4]